# Анашкина, Прасковья Михайловна
Праско́вья Миха́йловна Ана́шкина (6 января 1916, Сядемка, Тамбовская губерния — 2004) — звеньевая Сталинского свеклосовхоза, Герой Социалистического Труда (18.5.1948).

## Биография
Родилась в семье крестьянина-бедняка.
С 1928 года, окончив школу, работала в своём хозяйстве, с 1932 года — в Сталинском свеклосовхозе, с 1936 — звеньевая по выращиванию сахарной свеклы свеклосовхоза Соседского района.
В 1947 году её звено получило урожай сахарной свеклы 708 центнеров с гектара на площади 2 гектара; Указом Президиума Верховного Совета СССР от 18 мая 1948 года удостоена звания Героя Социалистического Труда с вручением ордена Ленина и золотой медали «Серп и Молот».
С 1952 года работала в совхозе «Кутулукский» Кинельского района Куйбышевской области. В 1972 году вышла на пенсию, жила там же — в селе Георгиевка Кинельского района.

## Избранные публикации
- Анашкина П. За 1000 центнеров свеклы с гектара // Сталинец. — 1948. — 8 янв.
- Анашкина П. М. Как мы выращиваем сахарную свеклу. Фото // Сталинец. — 1953. — 4 июня.
- Анашкина П. М. Школа свекловода — свекловичная плантация / [Лит. обработка К. Арсеничева]. — Куйбышев : Кн. изд-во, 1964. — 22 с. — (Школа передового опыта).

## Награды
- медаль «За доблестный труд в Великой Отечественной войне 1941—1945 гг.»[6]
- звание Героя Социалистического Труда с вручением золотой медали «Серп и Молот» (№ 2227) и ордена Ленина (№ 73955)[5][6]